# Refuge de Rialb
Le refuge de Rialb est un refuge d'Andorre situé dans la paroisse d'Ordino à une altitude de 1 987 ou 1 990 m,.

## Randonnée
Inauguré en 1981 et propriété du Govern d'Andorra,, le refuge est non gardé et ouvert toute l'année,. Il possède une capacité d'accueil de 6 personnes,,. Il s'agit d'une borda réhabilitée.
Le refuge de Rialb est accessible depuis la route du parc naturel de Sorteny débutant peu après le village d'El Serrat. Le refuge est situé au bord du riu de Rialb.
Il est possible depuis le refuge de franchir la frontière franco-andorrane par le port de Siguer ou encore le port de Banyell.

## Toponymie
Le toponyme Rialb est d'origine latine, dérivant de rivus albus (« rivière blanche »),,.